# Hauptscharführer

Pattes de collet de SS-Hauptscharführer.

Hauptscharführer (abréviation Hscha) est un grade dans la Schutzstaffel (SS), l'organisation paramilitaire du parti nazi entre 1934 et 1945.
Il vit sa création à la suite de la réorganisation suivant la nuit des Longs Couteaux. Il remplaça le grade de Obertruppführer (de).
Il était habituellement utilisé pour désigner un sous-officier assigné au quartier général de la SS ou dans une agence de sécurité (Gestapo ou Sicherheitsdienst). Il était aussi utilisé dans les camps de concentration comme grade aux Einsatzgruppen.

## Équivalence
- Wehrmacht : Oberfeldwebel
- Armée française : adjudant-chef